# Курт Оппельт
Курт Оппельт  (нім. Kurt Oppelt, 18 березня 1932) — австрійський фігурист, олімпійський чемпіон.

## Виступи на Олімпіадах
| Олімпіада              | Дисципліна       | Місце |
| ---------------------- | ---------------- | ----- |
| Осло 1952              | одиночний розряд | 11    |
| Осло 1952              | парне катання    | 9     |
| Кортіна д'Ампеццо 1956 | парне катання    | 1     |